# (33981) 2000 NH22
2000 NH22 (asteroide 33981) é um asteroide da cintura principal. Possui uma excentricidade de 0.24536690 e uma inclinação de 7.46313º.
Este asteroide foi descoberto no dia 7 de julho de 2000 por LONEOS em Anderson Mesa.